# Церква святого апостола Якова (Панівці)
Церква святого апостола Якова в Панівцях — парафія і храм греко-католицької громади Мельнице-Подільського деканату Бучацької єпархії Української греко-католицької церкви в селі Панівці Чортківського району Тернопільської области.
Оголошена пам'яткою архітектури місцевого значення (охоронний номер 412).

## Історія церкви
Парафія заснована понад 150 років тому, а храм збудовано та освячено у 1852 році.
З 1948 по 1961 рік парафія була «доїзною» і належала до РПЦ. У 1961 році атеїстична влада закрила храм. У 1989 році його відкрили для богослужінь у підпорядкуванні РПЦ, а у 1991 році парафія і храм повернулися в лоно УГКЦ.
У селі Панівці щороку відзначається відпуст на свято Преображення Господнього (19 серпня), який у 1998 році благословив владика Михаїл Сабрига.
При парафії діють такі братства:
- «Апостольство молитви».
- Параманне братство.
- «Жива Вервиця».

На території парафії є фігури та хрести.

## Парохи
- о. Йоан Смольний (1889—1919),
- о. Олександр Мальтійський (1929—1933),
- о. Костянтин Красій (1933—1935),
- о. Дмитро Стек (1935—1948),
- о. Микола Сус (1980—1993),
- о. Ігор Дроздовський (з 31 серпня 1993).